# Романувка (Лодзинське воєводство)
Романувка (пол. Romanówka) — село в Польщі, у гміні Розпша Пйотрковського повіту Лодзинського воєводства.
Населення — 213 осіб (2011).
У 1975-1998 роках село належало до Пйотрковського воєводства.

## Демографія
Демографічна структура станом на 31 березня 2011 року:
|          | Загалом | Допрацездатний вік | Працездатний вік | Постпрацездатний вік |
| -------- | ------- | ------------------ | ---------------- | -------------------- |
| Чоловіки | 106     | 23                 | 68               | 15                   |
| Жінки    | 107     | 20                 | 63               | 24                   |
| Разом    | 213     | 43                 | 131              | 39                   |